# Antiphrisson pecinensis
Antiphrisson pecinensis är en tvåvingeart som beskrevs av Pavel Lehr 1986. Antiphrisson pecinensis ingår i släktet Antiphrisson och familjen rovflugor. Inga underarter finns listade i Catalogue of Life.